# Fältfrölus
Fältfrölus (Gonianotus marginepunctatus) är en insektsart som först beskrevs av Wolff 1804.  Fältfrölus ingår i släktet Gonianotus, och familjen fröskinnbaggar. Enligt den finländska rödlistan är arten sårbar i Finland. Arten är reproducerande i Sverige. Artens livsmiljö är sandstränder vid Östersjön.